# Don Quijote (ESA)
Don Quijote fue una propuesta de sonda espacial de la Agencia Espacial Europea, la cual pensaba estudiar los efectos de la colisión de una sonda contra un asteroide. La misión estaba pensada para probar si una sonda podía desviar un asteroide con rumbo de colisión con la Tierra de manera satisfactoria. La sonda orbital estaba diseñada para durar siete años en estado de suspensión hasta que se requiera su uso. No obstante, este proyecto fue sólo un concepto y no pasó de su planteamiento teórico, quedando finalmente descartado.

## Resumen
La misión consistiría en dos sondas que ejecutarían una serie de maniobras alrededor de un pequeño asteroide.
- La primera sonda, Sancho, llegaría al asteroide y lo orbitará durante varios meses para estudiarlo. La sonda orbital usaría un motor de iones de xenón.
- Después de unos meses, la segunda sonda, Hidalgo, pondría rumbo de colisión y se precipitará sobre el asteroide. Estaría en modo de hibernación durante la mayor parte del viaje y luego se pondría en marcha, en modo automático, usando sensores ópticos con precisión de 50 metros. Tras su puesta en marcha, Sancho se retiraría a una distancia de seguridad mientras que Hidalgo golpea el asteroide, a una velocidad aproximada de 10 km/s.
- Sancho volvería a su órbita cercana al asteroide y observaría los efectos del impacto sobre el asteroide, así como su estructura interna, su rumbo y su rotación.[1]
- Sancho soltaría el Autonomous Surface Package, un módulo de aterrizaje que descendería sobre el asteroide durante dos horas antes de aterrizar. Este paquete sería dirigido hacia el interior del cráter de impacto, donde investigaría las propiedades de la superficie.

## Propulsión
La sonda iba a ser lanzada por un cohete Vega y una etapa superior Star 48. La ESA consideró dos posibles opciones: la "opción barata" usando un sistema de propulsión química y la "opción flexible" usando un sistema de propulsión eléctrica. Para el primero el objetivo sería el asteroide del grupo Amor 2003 SM84, el último tendría como objetivo el asteroide (99942) Apofis.

## Instrumentación

### Sancho (sonda orbital)
Los instrumentos en la sonda orbital se clasificaban en aquellos esenciales para el éxito de la misión primaria y aquellos para completar los objetivos de la misión extendida. Los instrumentos primarios eran el "Radio Science Experiment", "Orbiter Camera", "Imaging Laser Altimeter", y un instrumento LIDAR. Para los objetivos de la misión extendida, la sonda orbital equipaba un espectrómetro de infrarrojos, un capturador de imágenes termales por infrarrojos, un espectrómetro de rayos X, un medidor de radiación y el "Autonomous Surface Package" (ASP).

### Hidalgo (sonda de impacto)
A diferencia de otras muchas sondas, el objetivo de la sonda de impacto Hidalgo era tener la mayor masa posible cuando impactara con el asteroide objetivo; a causa de este requisito, no se separaría del módulo de propulsión después de haberlo usado. La sonda de impactos lleva pocos subsistemas para hacerla lo más barata y maniobrable posible. No tiene partes móviles (paneles solares, etc.) que compliquen la orientación, solo usa sus propulsores del sistema de control de reacción para corregir el rumbo, y tiene una cámara alta resolución para detectar el asteroide objetivo para el impacto. El diseño de LISA Pathfinder se consideró como referencia para el diseño inicial.

## Objetivo
Al principio, la ESA identificó dos asteroides próximos a la Tierra como posibles objetivos: 2002 AT4 y (10302) 1989 ML. Ninguno de los asteroides representa una amenaza para la Tierra. En un estudio siguiente se seleccionaron dos diferentes posibilidades: los asteroides 2003 SM84 y 99942 Apophis; este último es de particular importancia para la tierra ya que pasará cerca en 2029 y 2036.

## Nombres
La misión llevaba el nombre del famoso caballero Don Quijote de la novela de Miguel de Cervantes, el cual atacó un molino de viento pensando que era un gigante. Como Don Quijote, la sonda Hidalgo "atacará" un objeto mucho más grande que ella. La sonda Sancho recibía su nombre de Sancho Panza, el escudero de Don Quijote, el cual prefería retirarse y observar desde una distancia segura, papel que juega la sonda.